# Herman Gellin
Herman Gellin (født 4. november 1895 i Stockholm, død 3. januar 1965) var en svensk-dansk harmonikaspiller og revydirektør.
Gellin vandt som 14-årig en international harmonikakonkurrence i fødebyen Stockholm. Han blev uddannet inden for handel og kom til København få år senere. Her havde han forretning 1917-1918, inden han fandt sammen med Ernst Borgstrøm, med hvem han optrådte på harmonika over hele verden. Blandt andet optrådte parret også i Cirkusrevyen, og Gellin kom efterhånden til at blive mere engageret i den forretningsmæssige del af dansk revy. Således blev han direktør for Helsingør Revyen i 1956 og igen i 1962-1964.